# La Ferté-sur-Chiers
La Ferté-sur-Chiers település Franciaországban, Ardennes megyében. Lakosainak száma 176 fő (2022. január 1.). La Ferté-sur-Chiers Bièvres, Malandry, Margut, Villy, Lamouilly és Olizy-sur-Chiers községekkel határos.

## Népesség
A település népességének változása:
| Lakosok száma | 268  | 245  | 202  | 192  | 175  | 172  | 172  | 174  | 175  | 176  |
|               | 1968 | 1982 | 1990 | 2006 | 2013 | 2015 | 2017 | 2019 | 2020 | 2022 |